# Aleksander Chudek
Aleksander Chudek (né le 17 août 1914 à Stoczek en Pologne - mort le 23 juin 1944 au Plessis-Grimoult) est un pilote de chasse polonais, as des forces armées polonaises de la Seconde Guerre mondiale.

## Biographie
En 1939 Aleksander Chudek sert dans la 114e escadrille de chasse, le 17 septembre 1939 il est évacué en Roumanie. Le 27 juin 1940 il arrive en Angleterre via la France. En juillet 1941 il est affecté à la 315e escadrille de chasse polonaise. Deux semaines plus tard il remporte sa première victoire aérienne. En juillet 1943 il est envoyé pour trois mois à la 303e escadrille de chasse polonaise. Le 23 juin 1944 Chudek s'envole pour une mission au-dessus de la Normandie et ne revient jamais. Initialement, ses supérieurs considèrent que son avion s'est écrasé dans la mer. Ce n'est qu'en 2009 qu'il a été établi qu'il est tombé entre Le Plessis-Grimoult et Roucamps.
L'adjudant Chudek est titulaire de 9 victoires homologuées.

## Décorations
- Ordre militaire de Virtuti Militari
- La croix de la Valeur Krzyż Walecznych - 4 fois
- Distinguished Flying Medal[3]

## Postérité
Le 23 juin 2009 au Plessis-Grimoult une stèle est érigée à la mémoire d'Aleksander Chudek.